# Pečárka zápašná
Pečárka zápašná (Agaricus xanthodermus) je mírně jedovatá stopkovýtrusá houba z čeledi pečárkovitých.

## Synonyma
- žampion zápašný
- Agaricus meleagris var. grisea (A. Pearson) Wasser, Ukr. bot. Zh. 35(5): 516 (1978)
- Agaricus pseudocretaceus Bon, Docums Mycol. 15(no. 60): 34 (1985)
- Fungus xanthoderma (Genev.) Kuntze, (1898)
- Pratella xanthoderma (Genev.) Gillet, Tabl. analyt. Hyménomyc. France (Alençon): 129 (1884)
- Psalliota flavescens Richon & Roze, Fl. champ. com. ven.: 42 (1885)
- Psalliota grisea (A. Pearson) Essette, Psalliotes: tab. 42 (1964)
- Psalliota xanthoderma (Genev.) Richon & Roze, Fl. champ. com. ven.: 53 (1885)[2]

## Výskyt
Fruktifikuje od května do listopadu. Roste obvykle ve skupinách, v lesích, parcích, loukách i zahradách. Dává přednost stanovištím bohatým na dusík.

## Rozšíření
Severní Amerika, Evropa, Afrika.

## Vzhled

### Makroskopický
Klobouk je 5–15 cm široký, kuželovitý s plochým středem, křídové barvy. Je lysý a matný. Jeho lupeny jsou v mládí růžové a ve stáří kakaově hnědé. Po poranění rychle žloutne.
Třeň je hlízovitý s blanitým prstenem. Jeho dužina páchne po fenolu.

### Mikroskopický
Výtrusy jsou fialové až černé barvy, elipsoidního tvaru, veliké 5–6,5 × 3–4 µm.

## Jedovatost
Plodnice obsahuje termostabilní toxiny ve všech stadiích vývoje. Otravy se projevují trávicími obtížemi, bolestí žaludku, zvracením či nevolností.

## Zaměnitelnost
Zaměňuje se s ostatními pečárkovitými houbami, které žloutnou, jako je pečárka ovčí, pečárka hajní a pečárka hlíznatá. Tyto jedlé pečárky ale voní po hořkých mandlích nebo po anýzu.